# Макклейн, Джеймс
Джеймс Макклейн (англ. James McClean; род. 22 апреля 1989, Дерри) — ирландский футболист, крайний полузащитник валлийского клуба «Рексем». Выступал за сборную Ирландии.

## Клубная карьера

### «Дерри Сити»
Джеймс начал карьеру в клубе своего родного года Лондондерри, «Дерри Сити». Главный тренер «Дерри Сити» Стивен Кенни назвал молодого футболиста «многообещающим талантом на перспективу».

### «Сандерленд»
9 августа 2011 года Макклейн перешёл в английский «Сандерленд» за 350 000 фунтов, подписав с клубом трёхлетний контракт. После подписания контракта с Макклейном, Стив Брюс заявил, что «это приобретение на будущее», а также намекнул, что до рождества футболист будет выступать за резервный состав. Макклейн хорошо себя проявил в матчах резервистов, в частности, забив гол в матче с «Ньюкаслом», после чего был включён в заявку основного состава команды. 11 декабря он дебютировал за основной состав «чёрных котов» в матче против «Блэкберн Роверс», в котором «Сандерленд» одержал победу со счётом 2:1. 3 января 2012 года забил свой первый гол в Премьер-лиге в матче против «Уигана».

### «Вест Бромвич Альбион»
22 июня 2015 года перешёл в «Вест Бромвич Альбион», подписав с клубом трёхлетний контракт.

### «Сток Сити»
В июле 2018 года Макклейн перешёл в «Сток Сити», подписав четырёхлетний контракт.

## Карьера в сборной
Макклейн принял участие в розыгрыше Молочного кубка в 2008 году, забив гол в первом матче против сборной США. Он сыграл семь матчей за молодёжную сборную Северной Ирландии. 26 июля 2011 года был вызван в основную сборную Северной Ирландии. Однако Макклейн отказался от предложения сыграть за Северную Ирландию, заявив, что предпочитает выступать за сборную Ирландии.
29 февраля 2012 года дебютировал за сборную Ирландии в матче против сборной Чехии.
7 мая 2012 года Джованни Трапаттони объявил о включении Джеймса Макклейна в состав сборной Ирландии на чемпионат Европы 2012, на котором он принял участие в единственном матче со сборной Испании, выйдя на замену на 76-й минуте.

## Достижения
«Дерри Сити»
- Победитель Первой лиги Ирландии: 2010

## Личная жизнь
Женат на Эрин Коннор. У пары трое детей: дочь Элли-Мэй Макклейн (р. 19 декабря 2013), сын Джуниор Джеймс Макклейн (р. 10 сентября 2015) и дочь Уиллоу Айви Макклейн (р. 14 августа 2017).